# Усманка (Томський район)
Усма́нка (рос. Усманка) — присілок у складі Томського району Томської області, Росія. Входить до складу Новорождественського сільського поселення.

## Населення
Населення — 7 осіб (2010; 1 у 2002).
Національний склад (станом на 2002 рік):
- росіяни — 100 %